# Fochabers
Fochabers (gälisch: Fachabair) ist eine Ortschaft in der schottischen Council Area Moray. Sie liegt am Ostufer des Flusses Spey unweit dessen Mündung in den Moray Firth. Die Stadt Elgin liegt 13 Kilometer westlich, Aberdeen rund 80 Kilometer südöstlich.

## Geschichte
Fochabers entstand als Plansiedlung im Jahre 1776. Alexander Gordon, 4. Duke of Gordon ließ sie erbauen und ersetzte damit eine ältere Siedlung gleichen Namens in der Nähe von Gordon Castle. Diese wurde im 16. Jahrhundert als Burgh an einer Querung des Spey installiert und 1773 als in verfallendem Zustand beschrieben. Aus dem Nachlass von Alexander Milne wurde 1846 eine weiterführende Schule in Fochabers errichtet.
Im Laufe des 19. Jahrhunderts schwankte die Einwohnerzahl um 1200. Zum Zeitpunkt der Zensuserhebung 1961 lebten 1054 in Fochabers. Die Zahl stieg in der Folge sukzessive auf 1535 im Jahre 1991 an. 2011 wurde 1728 Personen gezählt.

## Sehenswürdigkeiten
- Die Bellie Kirk ist ein klassizistisches Kirchengebäude der presbyterianischen Church of Scotland. 1971 wurde das Bauwerk in die höchste Denkmalkategorie der schottischen Denkmalliste  aufgenommen.
- Auch die neogotische episkopale Gordon Chapel der Scottish Episcopal Church, entworfen vom schottischen Architekten Archibald Simpson, ist in Kategorie A der schottischen Denkmalliste aufgenommen.
- Das zweigeschossige Gebäude der Milne’s Primary School im Neo-Tudorgotischen Stil gehört ebenfalls der Kategorie A an.
- Schließlich wurde auch die Old Spey Bridge aus dem Jahr 1804 in Kategorie A aufgenommen.

## Verkehr
Bereits bei seiner Errichtung lag Fochabers verkehrsgünstig an einer Brücke über den Spey. Diese nutzt heute die A96 auf ihrem Weg von Inverness nach Aberdeen und schließt die Ortschaft an das Fernstraßennetz an. In Fochabers mündet außerdem die aus Fraserburgh kommende A98 in die A96 ein und endet dort. 
Im 19. Jahrhundert eröffneten zwei Bahnhöfe: Einer der Highland Railway sowie ein zweiter der Great North of Scotland Railway, die die Ortschaft bedienen sollten. Sie lagen jedoch beide etwa sechs Kilometer außerhalb und sind heute nicht mehr in Betrieb.

## Partnerschaft
Seit 1993 besteht eine Partnerschaft zwischen Fochabers und der französischen Gemeinde Magnac-sur-Touvre in der Region Nouvelle-Aquitaine.

## Söhne und Töchter der Ortschaft
- George Chalmers (1742–1825), Schriftsteller
- William Marshall (1748–1833), Komponist
- Arthur Robertson Cushny (1866–1926), Pharmakologe und Physiologe